# Arquidiócesis de Lima
La arquidiócesis de Lima (en latín: Archidioecesis Limana) es una circunscripción eclesiástica de la Iglesia católica en Perú. Se trata de una arquidiócesis latina, sede metropolitana de la provincia eclesiástica de Lima. Desde el 25 de enero de 2019 su arzobispo y primado del Perú es Carlos Castillo Mattasoglio.

## Territorio y organización

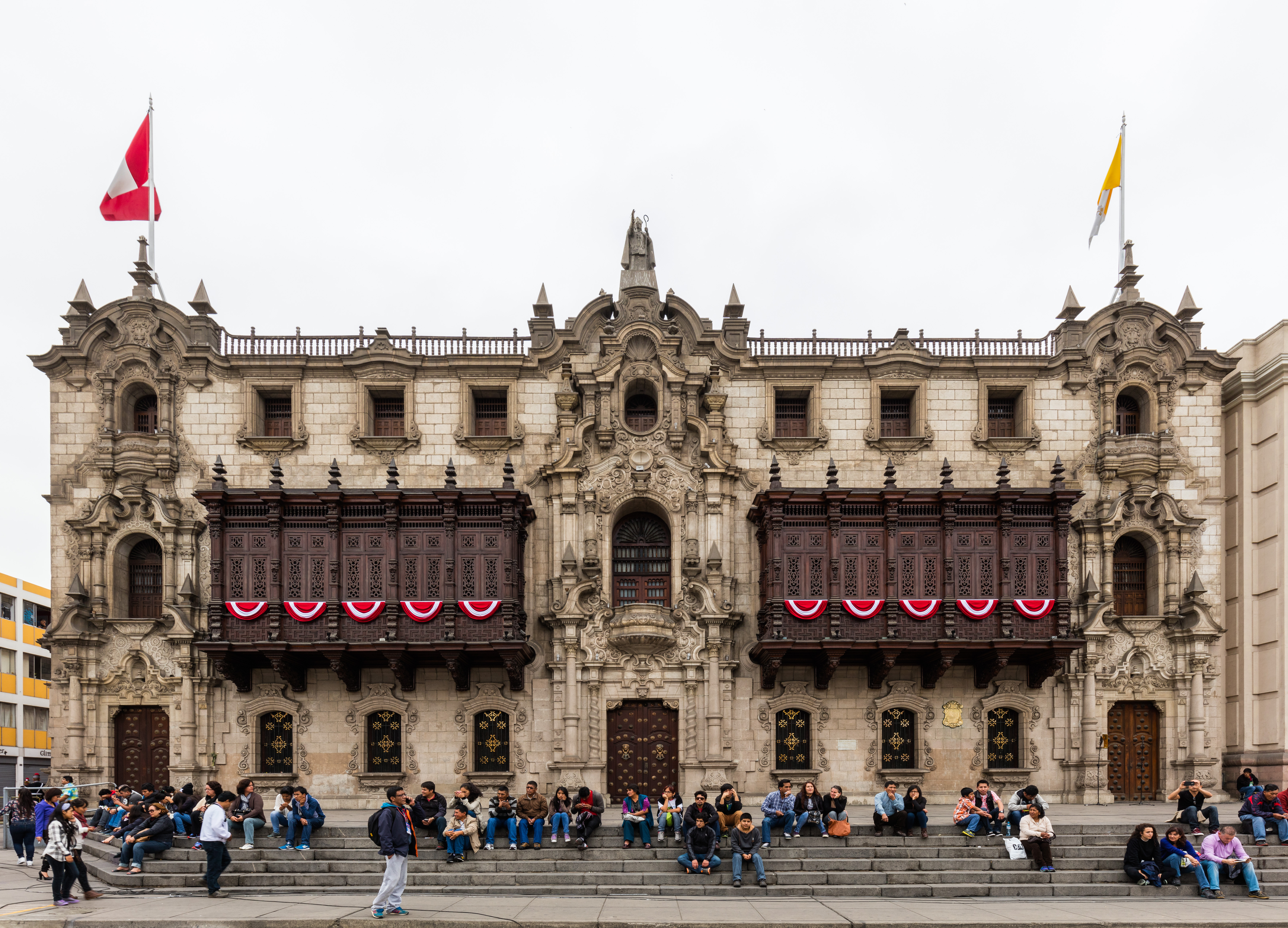
Palacio Arzobispal de Lima

La arquidiócesis tiene 639 km² y extiende su jurisdicción sobre los fieles católicos de rito latino residentes en los distritos de la zona central de la provincia de Lima: Rímac, Lima, Breña, Pueblo Libre, San Miguel, Magdalena del Mar, San Isidro, Miraflores, Barranco, Chorrillos, Santiago de Surco, Surquillo, San Borja, La Victoria, San Luis, El Agustino, La Molina y Cieneguilla. Está situada en la costa central del país, a orillas del océano Pacífico, flanqueada por el desierto costero y extendida sobre los valles de los ríos Chillón, Rímac y Lurín.
La sede de la arquidiócesis se encuentra en la ciudad de Lima, en donde se halla la Catedral basílica de San Juan Apóstol y Evangelista. Entre los templos vinculados a la devoción popular y a los santos peruanos se hallan: la basílica menor y convento máximo de Nuestra Señora de Santo Domingo, la basílica menor y convento de San Francisco de Lima y la basílica menor y convento de San Pedro. Existen también el santuario nacional y monasterio de Las Nazarenas y el santuario de Santa Rosa de Lima.

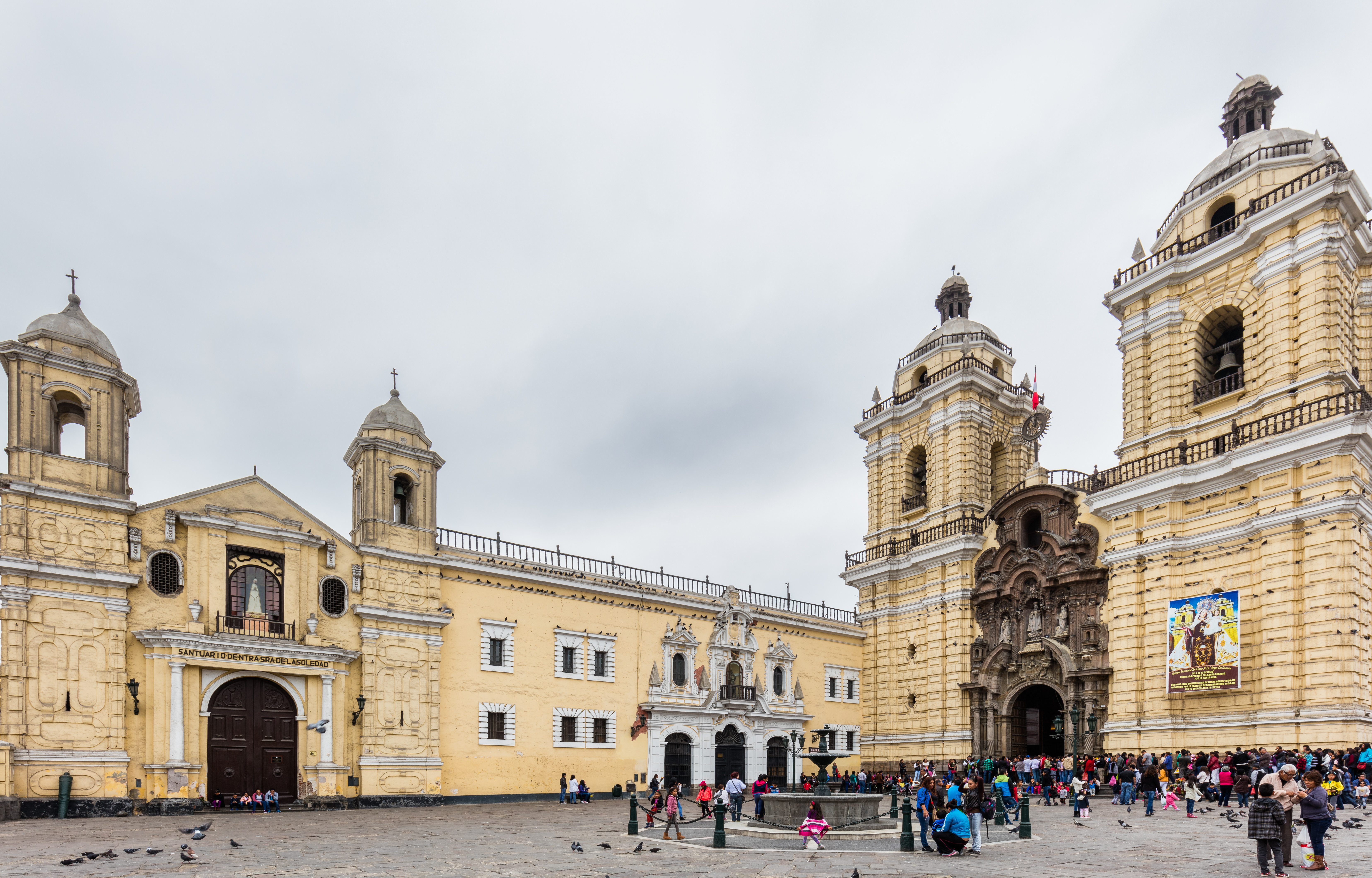
Basílica y convento de San Francisco, en Lima

La arquidiócesis tiene como sufragáneas a las diócesis de: Callao, Carabayllo, Chosica, Huacho, Ica, Lurín y a la prelatura territorial de Yauyos.

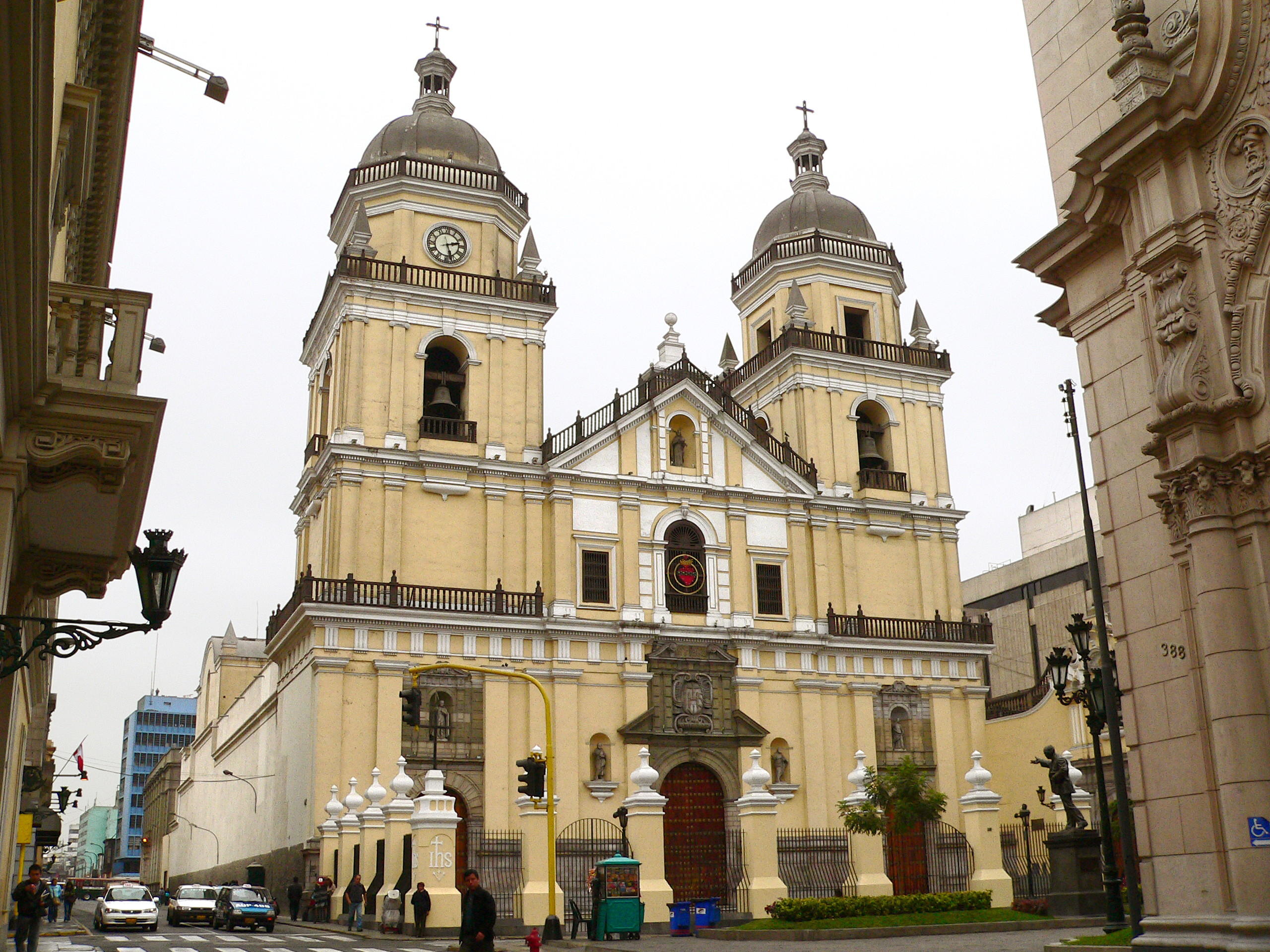
Basílica y convento de San Pedro, en Lima

En 2021 en la arquidiócesis existían 125 parroquias agrupadas en 9 vicarías zonales.

## Historia

### Diócesis
La diócesis de Lima (o de Ciudad de los Reyes) fue erigida el 14 de mayo de 1541 con la bula Illius fulciti praesidio del papa Paulo III, obteniendo el territorio de la entonces diócesis del Cuzco. Originalmente fue sufragánea de la archidiócesis de Sevilla. El primer obispo de Lima fue fray Gerónimo de Loayza González, O.P., quien fue elegido el 13 de mayo de 1541. En 1535 se comenzó la construcción de la catedral de Lima como iglesia mayor. 
El 8 de enero de 1546 cedió una porción de su territorio para la erección de la entonces diócesis de Quito mediante la bula Super specula Militantis Ecclesiae del papa Paulo III.

### Arquidiócesis
El 12 de febrero de 1546 fue elevada al rango de arquidiócesis metropolitana con la bula Super universales del papa Paulo III. La provincia eclesiástica original (que en algún momento de su historia llegó a ser la más extensa del mundo) comprendía todas las diócesis de las posesiones españolas en la costa del Pacífico de América en el Virreinato del Perú, a saber: las diócesis de Nicaragua, Panamá, Quito y, a las que se añadió la diócesis de Popayán en el mes de agosto del mismo año. Fray Gerónimo de Loayza González, pasó automáticamente a ser el primer arzobispo.
El 27 de junio de 1561 cedió otra porción de territorio para la erección de la entonces diócesis de Santiago de Chile la bula Super specula del papa Pío IV.
En 1572 el papa Pío V concedió a los arzobispos de Lima el título de primados del Perú, que luego fue confirmado por el papa Gregorio XVI en 1834.
El 15 de abril de 1577 cedió nuevas porciones de territorio para la erección de la entonces diócesis de Trujillo mediante la bula Illius fulciti praesidio del papa Gregorio XIII.
El 7 de diciembre de 1590 el santo arzobispo Toribio de Mogrovejo estableció en Lima el primer seminario del continente americano, que hoy lleva su nombre.
El 19 de octubre de 1625 se consagró la actual catedral.
El terremoto del 28 de octubre de 1746 provocó graves daños a la catedral, que fue renovada e inaugurada de nuevo el 29 de mayo de 1755.
En la relación del virrey del Perú, José Antonio Manso de Velasco a su sucesor con fecha 23 de agosto de 1761, indicó que la arquidiócesis tenía 102 153 personas en las 15 provincias que entonces la integraban: Canta, Huánuco, Jauja, Cajatambo, Huarochirí, Yauyos, Huaylas, Huamalíes, Conchucos, Tarma, Santa, Chancay, Cañete, Pisco e Ica, Cercado y Lima. Tenía 161 curatos, de los cuales 14 eran parroquias de españoles.
Posteriormente, cedió partes de su territorio en varias ocasiones para la erección de nuevos distritos eclesiásticos:
- la diócesis de Maynas el 28 de mayo de 1803;
- la diócesis de Huánuco el 17 de marzo de 1865 mediante la bula Singulari animi Nostri del papa Pío IX;[11]
- la diócesis de Huaraz el 15 de mayo de 1899 mediante la bula Catholicae ecclesiae del papa León XIII;[12]
- la diócesis de Ica el 10 de agosto de 1946 mediante la bula Ad maiora christifidelium del papa Pío XII;[13]
- la prelatura territorial de Yauyos el 12 de abril de 1957 mediante la bula Expostulanti venerabili del papa Pío XII;[14]
- la diócesis de Huacho el 15 de mayo de 1958 mediante la bula Egregia quidem del papa Pío XII.[15]

Mientras tanto, el 31 de mayo de 1943 el papa Pío XII confirmó el título de primados del Perú (Primas Peruviae) a los arzobispos de Lima con el decreto Cum ecclesiastica de la Sagrada Congregación Consistorial.
El 24 de marzo de 1962 cedió la provincia de Cañete a la prelatura territorial de Yauyos mediante el decreto Ad tutius consulendum de la Congregación Consistorial.
El 29 de abril de 1967 cedió nuevas porciones de su territorio para la erección de la diócesis del Callao mediante la bula Aptiorem Ecclesiarum del papa Pablo VI.
El 10 de marzo de 1970 cedió el distrito de Ventanilla a la diócesis del Callao mediante el decreto Ad tutius consulendum de la Congregación para los Obispos.
El 6 de octubre de 1990, con la carta apostólica Antiquissimus sane, el papa Juan Pablo II confirmó a la Santísima Virgen María, venerada con el título de Nuestra Señora de la Evangelización, como patrona de la arquidiócesis.
El 14 de diciembre de 1996 cedió nuevas porciones de su territorio para la erección por el papa Juan Pablo II de las diócesis de Carabayllo, Chosica y Lurín (esta mediante la bula Quo fructuosius).

## Estadísticas
Según el Anuario Pontificio 2022 la arquidiócesis tenía a fines de 2021 un total de 2 264 040 fieles bautizados.
| Año                                                                             | Población            | Población | Población      | Sacerdotes | Sacerdotes    | Sacerdotes    | Bautizados por sacerdote | Diáconos permanentes | Religiosos | Religiosos | Parroquias |
| Año                                                                             | Bautizados católicos | Total     | % de católicos | Total      | Clero secular | Clero regular | Bautizados por sacerdote | Diáconos permanentes | Varones    | Mujeres    | Parroquias |
| ------------------------------------------------------------------------------- | -------------------- | --------- | -------------- | ---------- | ------------- | ------------- | ------------------------ | -------------------- | ---------- | ---------- | ---------- |
| 1950                                                                            | 842 000              | 1 031 000 | 81.7           | 462        | 131           | 331           | 1822                     |                      | 469        | 1331       | 94         |
| 1966                                                                            | 2 037 120            | 2 122 000 | 96.0           | 731        | 148           | 583           | 2786                     |                      | 922        | 1920       | 117        |
| 1970                                                                            | 2 460 379            | 2 523 466 | 97.5           | 817        | 162           | 655           | 3011                     |                      | 933        | 2435       | 121        |
| 1976                                                                            | 3 459 912            | 3 594 775 | 96.2           | 851        | 200           | 651           | 4065                     | 7                    | 987        | 2194       | 131        |
| 1980                                                                            | 4 306 500            | 4 500 000 | 95.7           | 834        | 189           | 645           | 5163                     | 23                   | 1023       | 2215       | 135        |
| 1990                                                                            | 5 396 000            | 5 638 000 | 95.7           | 869        | 155           | 714           | 6209                     | 43                   | 1133       | 2271       | 148        |
| 1999                                                                            | 2 880 720            | 3 200 800 | 90.0           | 731        | 166           | 565           | 3940                     | 13                   | 1310       | 1280       | 112        |
| 2000                                                                            | 2 260 801            | 2 457 393 | 92.0           | 701        | 136           | 565           | 3225                     | 13                   | 865        | 1480       | 112        |
| 2001                                                                            | 2 260 801            | 2 457 393 | 92.0           | 431        | 146           | 285           | 5245                     | 5                    | 856        | 1295       | 112        |
| 2002                                                                            | 3 164 246            | 3 425 250 | 92.4           | 617        | 139           | 478           | 5128                     | 4                    | 1073       | 1388       | 112        |
| 2003                                                                            | 2 804 166            | 3 155 740 | 88.9           | 610        | 140           | 470           | 4596                     | 4                    | 1213       | 1443       | 113        |
| 2004                                                                            | 2 852 257            | 3 169 175 | 90.0           | 613        | 143           | 470           | 4652                     | 4                    | 1146       | 1755       | 113        |
| 2013                                                                            | 3 224 000            | 3 582 000 | 90.0           | 591        | 174           | 417           | 5455                     | 3                    | 876        | 1275       | 119        |
| 2016                                                                            | 2 413 163            | 2 867 351 | 84.2           | 612        | 188           | 424           | 3943                     | 3                    | 761        | 1223       | 121        |
| 2019                                                                            | 2 528 616            | 3 004 534 | 84.2           | 487        | 206           | 281           | 5192                     | 2                    | 512        | 1030       | 124        |
| 2021                                                                            | 2 264 040            | 2 902 616 | 78.0           | 478        | 159           | 319           | 4736                     | 2                    | 525        | 1283       | 125        |
| Fuente: Catholic-Hierarchy, que a su vez toma los datos del Anuario Pontificio. |                      |           |                |            |               |               |                          |                      |            |            |            |

Aunque es, territorialmente hablando, la jurisdicción más pequeña de la provincia, es en cambio en número de parroquias y feligreses la más grande.
| Datos comparativos entre las jurisdicciones de la provincia | Datos comparativos entre las jurisdicciones de la provincia | Datos comparativos entre las jurisdicciones de la provincia | Datos comparativos entre las jurisdicciones de la provincia | Datos comparativos entre las jurisdicciones de la provincia |
| ----------------------------------------------------------- | ----------------------------------------------------------- | ----------------------------------------------------------- | ----------------------------------------------------------- | ----------------------------------------------------------- |
| Sedes                                                       | Área (km²)                                                  | Número de católicos                                         | Parroquias                                                  |                                                             |
| Lima                                                        | 639                                                         | 2 528 616                                                   | 124                                                         |                                                             |
| Callao                                                      | 165                                                         | 1 164 400                                                   | 56                                                          |                                                             |
| Carabayllo                                                  | 1.504                                                       | 2 523 421                                                   | 50                                                          |                                                             |
| Chosica                                                     | 3418                                                        | 1 891 000                                                   | 30                                                          |                                                             |
| Huacho                                                      | 14 992                                                      | 651 640                                                     | 60                                                          |                                                             |
| Ica                                                         | 21 251                                                      | 855 780                                                     | 35                                                          |                                                             |
| Lurín                                                       | 808                                                         | 1 249 730                                                   | 51                                                          |                                                             |
| Yauyos                                                      | 12 257                                                      | 230 764                                                     | 22                                                          |                                                             |
| Total                                                       | 1 665 422                                                   | 11 095 352                                                  | 428                                                         |                                                             |

## Episcopologio
Últimos cinco arzobispos:
| Foto | Escudo | Titular                                                      | Período                      | Período                 | Fin del cargo (razón) |
| Foto | Escudo | Titular                                                      | Inicio                       | Fin                     | Fin del cargo (razón) |
| ---- | ------ | ------------------------------------------------------------ | ---------------------------- | ----------------------- | --------------------- |
|      |        | Juan Gualberto cardenal Guevara y Cuba †                     | 16 de diciembre de 1945      | 27 de noviembre de 1954 | Falleció              |
|      |        | Juan Guillermo Eduardo cardenal Landázuri Ricketts, O.F.M. † | 2 de mayo de 1955            | 30 de diciembre de 1989 | Retirado              |
|      |        | Augusto cardenal Vargas Alzamora, S.I. †                     | 30 de diciembre de 1989      | 9 de enero de 1999      | Retirado              |
|      |        | Juan Luis cardenal Cipriani Thorne, Opus Dei                 | 9 de enero de 1999           | 25 de enero de 2019     | Retirado              |
|      |        | Carlos Gustavo cardenal Castillo Mattasoglio                 | Desde el 25 de enero de 2019 |                         |                       |